# Magnolia (Ohio)
Magnolia es una villa ubicada en los condados de Stark y Carroll en el estado estadounidense de Ohio. En el Censo de 2010 tenía una población de 978 habitantes y una densidad poblacional de 435,03 personas por km².

## Geografía
Magnolia se encuentra ubicada en las coordenadas 40°39′12″N 81°17′30″O / 40.65333, -81.29167. Según la Oficina del Censo de los Estados Unidos, Magnolia tiene una superficie total de 2.25 km², de la cual 2.25 km² corresponden a tierra firme y (0%) 0 km² es agua.

## Demografía
Según el censo de 2010, había 978 personas residiendo en Magnolia. La densidad de población era de 435,03 hab./km². De los 978 habitantes, Magnolia estaba compuesto por el 97.75% blancos, el 0.2% eran afroamericanos, el 0.31% eran amerindios, el 0.31% eran asiáticos, el 0% eran isleños del Pacífico, el 0.1% eran de otras razas y el 1.33% pertenecían a dos o más razas. Del total de la población el 1.23% eran hispanos o latinos de cualquier raza.